# Condado de Pallasar
El condado de Pallasar fue un título nobiliario español creado por Francisco Franco el 1 de octubre de 1961, con carácter póstumo, a favor de Joaquín García-Pallasar, teniente general del Ejército de Tierra.
El título fue suprimido el 21 de octubre de 2022 tras la entrada en vigor de la Ley de Memoria Democrática.

## Denominación
La denominación de la dignidad nobiliaria refiere al apellido materno, por lo que fue universalmente conocida la persona a la que se le otorgó, a título póstumo, dicha merced nobiliaria.

## Carta de otorgamiento
El título nobiliario se le otorgó, precisamente, por: 

«La gran obra desarrollada por nuestra industria militar durante la Cruzada que satisfaciendo las necesidades de nuestros Ejércitos hizo posible la Victoria, muéveme en este vigésimo quinto Aniversario de mi elevación a la Jefatura del Estado a destacar la ingente cooperación por aquélla prestada y a premiar a quien asumió, con inteligente y tenaz esfuerzo, la alta responsabilidad de su dirección y organización, el Teniente General don Joaquín García Pallasar, Jefe que fué de la Comandancia General de Artillería.».
Decreto 1758/1961, de 1 de octubre. Publicado en el B.O.E. el 2 de octubre de 1961.

## Condes de Pallasar
|                               | Titular                       | Periodo                       |
| Creación por Francisco Franco | Creación por Francisco Franco | Creación por Francisco Franco |
| ----------------------------- | ----------------------------- | ----------------------------- |
| I                             | Joaquín García-Pallasar       | 1961 (título póstumo)         |
| II                            | Isabel García-Pallasar Zerolo | 1963-2011                     |
| III                           | Isabel Jaraiz García-Pallasar | 2012-2022                     |

## Historia de los condes de Pallasar
- Joaquín García-Pallasar (1877-1960), I conde de Pallasar, teniente general del Ejército de España, Jefe de la Comandancia General de Artillería durante el golpe de Estado, que se destacó por dirigir, durante la Guerra Civil, la fabricación de material de guerra y la movilización de industrias civiles con ese fin, en su calidad de Jefe de la Comandancia General de Artillería, desde septiembre de 1936. Acabada la guerra, fue director general de Industria y Material del Ejército hasta 1942, cuando fue nombrado Capitán General de la VI Región Militar. Pasó a la reserva en junio de 1943.[4] También fue presidente del Cabildo de Tenerife entre el 23 de julio de 1936 y el 3 de septiembre de 1936, siendo substituido por Anatolio Fuentes García.[5] El Conde de Pallasar da nombre a una calle en la ciudad de Santa Cruz de Tenerife, en el populoso barrio de Ofra.[6][1]

Casó con ... Zerolo. Recibió el título, con carácter póstumo, el 1 de octubre de 1961. Le sucedió, por carta de sucesión, el 22 de marzo de 1963, su hija:
- Isabel García-Pallasar Zerolo (-2011), II condesa de Pallasar.

Casó con Francisco Jaraiz Franco, vicealmirante de la Armada. Le sucedió, por real carta de sucesión de fecha 23 de julio de 2012, su hija:
- Isabel Jaraiz García-Pallasar, III condesa de Pallasar,[8] doctora en Ciencias. Último titular.

Casó con Pedro Blanquer Gelabert, ingeniero industrial. Padres de tres hijos: Jorge, Francisco y Pedro Blanquer Jaraiz.